# National Advisory Committee for Aeronautics

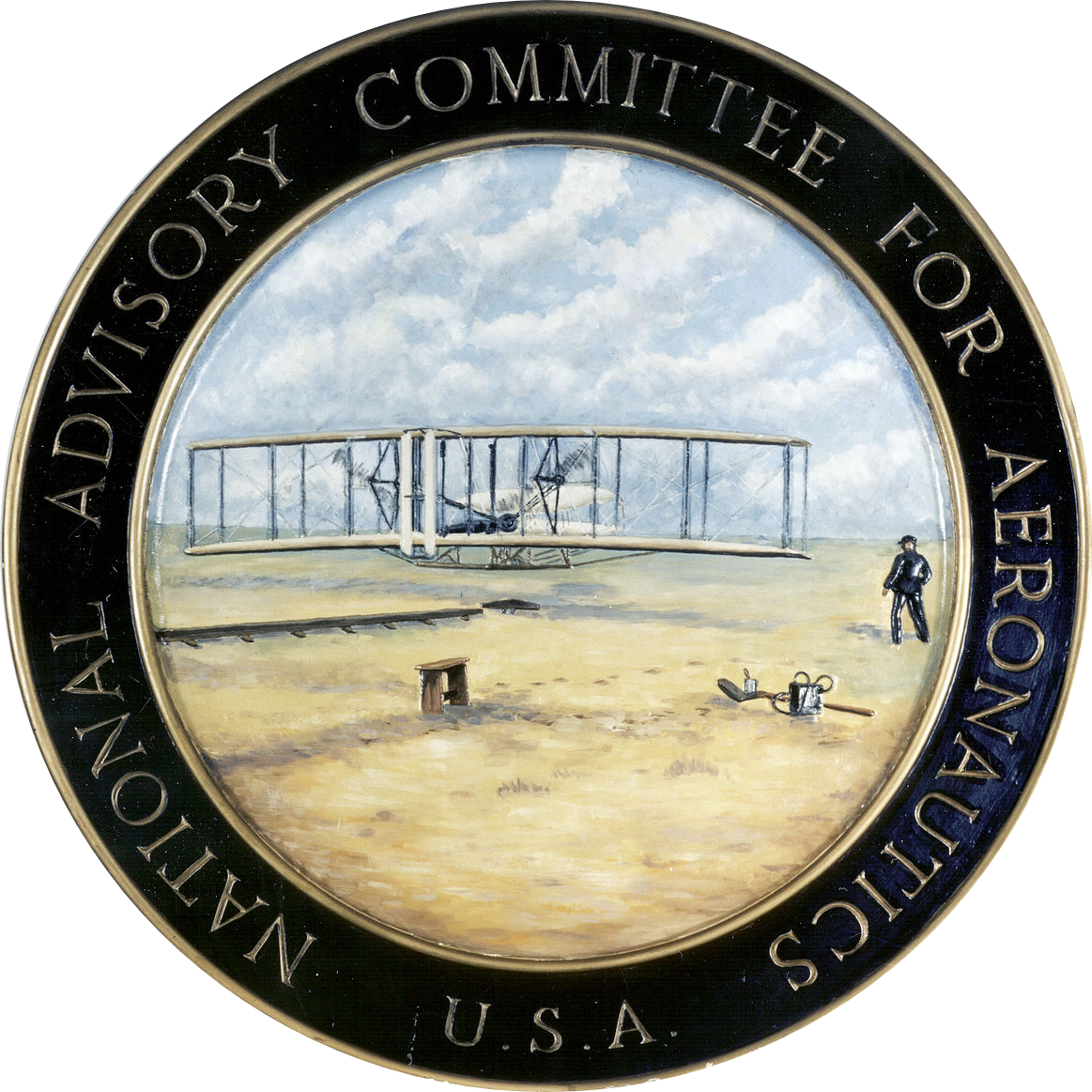
NACA-Emblem

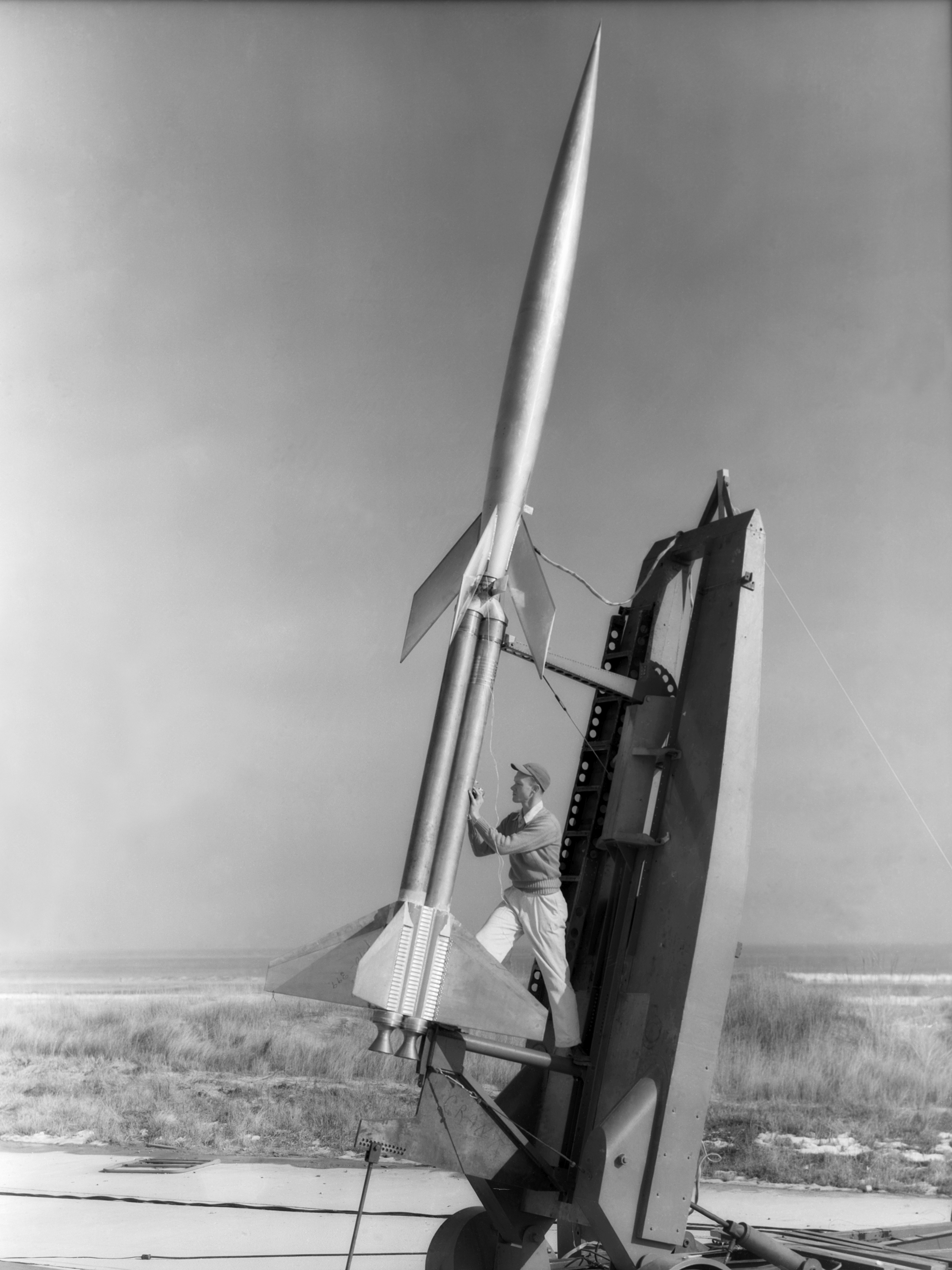
Double-Deacon Versuchsrakete mit RM-10-Modell auf Wallops Island am 6. Februar 1951

Das National Advisory Committee for Aeronautics (NACA) war eine US-amerikanische staatliche Organisation, die sich mit der Grundlagenforschung in der Luftfahrt beschäftigte; ein direkter Vorgänger der späteren NASA. Die Gründung erfolgte am 3. März 1915. Die Behörde sollte die Innovationen im Flugzeug- und Antriebsbau koordinieren und auf eine wissenschaftliche Grundlage stellen. Die so erlangten Erkenntnisse wurden der amerikanischen Luftfahrtindustrie zur Verfügung gestellt.
Die bekanntesten Entwicklungen, die auf NACA-Forschungen zurückgehen, sind optimierte Tragflächenprofile (NACA-Profile), die Einführung des einziehbaren Fahrwerks, neue Rumpfformen für Überschallflüge, leise Strahltriebwerkstechnik und vor allem eine aerodynamische Sternmotorverkleidung (NACA-Haube).
Dazu unterhielt die NACA drei nationale Laboratorien in Zusammenarbeit mit der US Air Force und der Flugzeugindustrie. Der erste Windkanal der NACA ging im Juni 1920 in Betrieb. Es handelte sich dabei um eine relativ einfache Anlage, deren Ergebnisse nicht befriedigend waren. Im März 1923 wurde der VDT (Variable Density Tunnel) in Betrieb genommen, weltweit der erste Windkanal, der mit verschiedenen Luftdichten arbeitete. Mitte der 1940er Jahre konnte der erste Hochgeschwindigkeitswindkanal im Langley Research Center in Betrieb genommen werden. Anfang der 1950er Jahre wurde dieser zum ersten Überschallwindkanal ausgebaut.
In den Nachkriegsjahren beobachtete die NACA mit Interesse die Experimente mit Raketenmotoren auf Wallops Island, Virginia. Dies geschah aber nur hinsichtlich der Möglichkeit, diese in Flugzeuge und Kampfgeschosse zum Durchbrechen der Schallmauer einzubauen.
Ebenso wurden die V2-Teststarts in White Sands, New Mexico von den „Paperclip Boys“ um Wernher von Braun begleitet. Auch deren Ergebnisse, beispielsweise der Erhitzung des Raketenkörpers, wurden nur im Zusammenhang mit dem Flugzeugbau diskutiert und ausgewertet.
In der (Notfall-)Medizin verwendet man das – ursprünglich zur Beurteilung von Verletzten nach Flugzeugunfällen entwickelte – von Tryba und Mitarbeitern modifizierte NACA-Schema mit Einteilung in sieben Schweregrade zur Beurteilung des Schweregrades von Verletzungen oder Erkrankungen.
Von 1947 bis 1958 war Hugh L. Dryden Direktor der NACA.
Mit dem National Aeronautics and Space Act von 1958 ging die NACA in die NASA über.